# Погребинський Михайло Борисович
Михайло Борисович Погребинський (нар.7 грудня 1946) — український проросійський політтехнолог, політолог, фігурант реєстру зрадників. Директор «Київського центру політичних досліджень і конфліктології» (КЦПДК). Один з авторів горезвісних темників доби президентства Леоніда Кучми. Політтехнолог проросійського олігарха Медведчука.
2014 року, після втечі з України Януковича, став політичним коментатором для російських і проросійських ЗМІ: РІА Новини КП в Украине, Україна.ру, RT російською, Вести, Evrasia Mirror тощо.

## Життєпис
1969 року закінчив фізичний факультет КНУ ім. Шевченка, спеціальність — фізик-теоретик. Від 1969 до 1990 працював інженером, провідним інженером, начальником лабораторії фізико-математичного моделювання у Київському інституті мікроприладів. У цей період членом жодної партії не був, включно з КПРС.
1989 року вперше взяв участь, як менеджер, у виборчій кампанії Юрія Щербака на виборах народних депутатів СРСР. Потім брав активну участь у президентських виборах 1994 (був членом виборчого штабу кандидата у президенти Леоніда Кучми), після перемоги 4 місяці працював у Адміністрації президента. Брав участь у президентських виборах 1999 року, парламентських виборах 1998 (виборча кампанія блоку «Соціально-ліберальне об'єднання» (СЛОн)) та виборах до Верховної Ради України 2002 року (виборча кампанія Соціал-демократичної партії України (об'єднаної)).
Від 1989 року активно співпрацював з Міжрегіональною депутатською групою, був одним з засновників об'єднання «Нова Україна».
1990 року обраний депутатом Київської міської ради народних депутатів, 1992 — обраний членом міськвиконкому від демократичного блоку.
Від січня 1992 до 1993 року був директором Центру ринкових реформ.
1993 — радник віце-спікера Верховної Ради.
Від 1993 року директор Київського центру політичних досліджень та конфліктології (КЦПДК) — експертно-аналітичної структури, заснованої 1993 року. Діяльність КЦПДК спрямована на дослідження процесів трансформації українського суспільства та держінституцій.
Від 1998 до 2000 року входив до складу Ради експертів з внутрішньої політики при Президентові України Л. Кучмі. Був радником Прем'єр-міністра Валерія Пустовойтенка.
2002—2004 — радник глави Адміністрації Президента Медведчука, допомагав готувати темники для українських ЗМІ.
2004 року був радником у виборчому штабі кандидата в президенти Віктора Януковича.
У 2012—2014 роках активно співпрацював з громадським рухом «Український вибір» Віктора Медведчука.
Від жовтня 2014 до грудня 2016 — колумніст російського видання Lenta.ru.
Від травня 2019 — ведучий аналітичної програми «Погляд на тиждень» на проросійському каналі «112 Україна».
27 березня 2022 року Погребинського було затримано в Києві. Його підозрюють у державній зраді та незаконному збагаченні. 10 червня 2022 року йому заочно повідомили про підозру у державній зраді.
5 жовтня 2023 року був помічений у Москві в театрі.

## Нагороди
- Орден Дружби (РФ) — 14 липня 2011 року). Нагороду вручив посол Росії в Україні Михайло Зурабов[13].

## Родина
Одружений, виховав доньку. Має онуку.

## Погляди
Прихильник ідеї «русского міра» в Україні. Вважає, що Україна і Білорусь — помилки СРСР, які мають бути в одній державі з Росією під управлінням Росії. Крім того, вважає, що українців не існує, а існують лише російські слов'яни.